# Pasquale Russo (dirigente sportivo)
Pasquale Russo (Solofra, 18 marzo 1914 – 2 novembre 1990) è stato un imprenditore, dirigente sportivo e politico italiano.

## Biografia
L'avvocato Russo era un industriale nel settore della lavorazione delle pelli.

Sindaco di Solofra in due diversi mandati, era ricordato come il sindaco della ricostruzione. Infatti ricoprì la carica di primo cittadino, sia nel secondo dopoguerra che nel periodo post terremoto del 1980.

## Dirigente sportivo
Entrò a far parte del Napoli nell'autunno del 1945, in un club che aveva assoluto bisogno di fondi per poter sopravvivere, fu eletto presidente del sodalizio partenopeo il 28 ottobre 1945. Appena prese il timone del club, insieme con Luigi Scuotto girò l'Italia con un'automobile in pessime condizioni alla ricerca di giocatori, per allestire la rosa in vista del campionato 1945-1946, in cui ottenne un ottimo 5º posto.

Il 20 febbraio 1947 approvò il cambio di denominazione societaria, che passò da Associazione Polisportiva Napoli ad Associazione Calcio Napoli, che sarebbe stata mantenuta fino al 1964.

Durante la stagione 1947-1948 in seguito ai cattivi risultati della squadra, i tifosi premevano per un ritorno di Achille Lauro alla guida del club, tanto che arrivarono a chiedere un intervento al prefetto. Il 7 gennaio 1948 ci furono le dimissioni in blocco dell'intero quadro dirigenziale, con delega dei poteri affidata a Vincenzo Savarese. Russo uscì definitivamente di scena rinunciando anche ai crediti che aveva nei confronti del club, che a fine campionato ripiombò in serie B.